# Mélodie in cis-mineur
Mélodie in cis-mineur is een compositie van Frank Bridge. Bridge schreef twee versies: een voor viool en piano en een voor cello en piano. De laatste droeg hij op aan Felix Salmond, destijds een bekend cellist. Het werk staat in tempo allegretto moderato. De eesrte uitvoering was 21 november 1918 in het Royal College of Music

## Discografie
- Uitgave SOMM: Penelope Lynex (cello), Alexander Wells (piano)